# Reprezentacja Maroka na Mistrzostwach Świata w Narciarstwie Klasycznym 2005
Reprezentacja Maroka na Mistrzostwach Świata w Narciarstwie Klasycznym 2005 w Oberstdorfie liczyła jednego zawodnika. Był nim Brahim Aitboubella, który wystartował w biegu na 15 kilometrów stylem dowolnym i zajął ostatnie miejsce wśród sklasyfikowanych zawodników.

## Wyniki

### Biegi narciarskie

#### Mężczyźni
15 km stylem dowolnym
- Brahim Aitboubella – 121. miejsce